# Serranía de San Jerónimo
Serranía de San Jerónimo är en bergskedja i Colombia. Den ligger i den nordvästra delen av landet, 400 km nordväst om huvudstaden Bogotá.